# 阿蘇卡德利動物樂園
32°51′51.8″N 131°04′00.9″E / 32.864389°N 131.066917°E

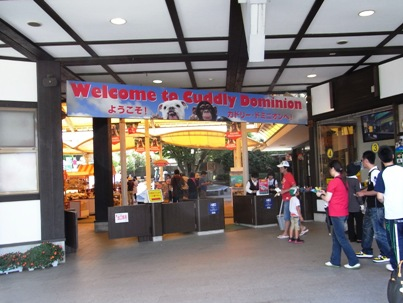
阿蘇卡德利動物樂園入口處

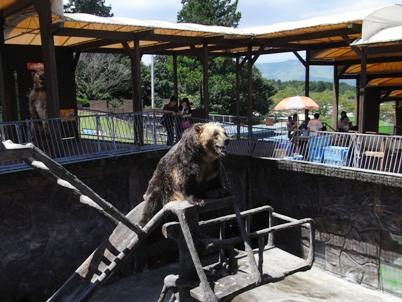
動物樂園內的熊

阿蘇卡德利動物樂園是位於日本熊本縣阿蘇市一個以熊為主的動物園。園內動物有約100種共800隻，其中包括7種熊共200隻，也有可讓旅客直接接觸互動的幼熊。此外，可以讓旅客一同攜帶寵物入內也是動物樂園的一個特色。

## 歷史
動物園成立於1973年，最初名為「阿蘇熊牧場」，構想源自北海道的「熊牧場」，成立時園內有60隻熊，而後最多曾經達400隻。原本園內是禁止寵物進入的，在1999年更名為「阿蘇卡德利動物樂園」時，同時決定開放讓寵物一同進入。

## 狗狗猩猩大冒險
2004年起，由馴獸師宮澤厚負責的“宮澤劇場”成為園內的一個招牌，並配合狗狗猩猩大冒險的節目在全日本的電視節目中播出，也成功增加了入園的旅客數。2008年，動物園接待了410,857名遊客，遠遠超過了去年的384,176名。

## 外部連結
- （日語） 阿蘇卡德利動物樂園官方網頁 （页面存档备份，存于）